# Tetrernia
Tetrernia és un gènere d'arnes de la família Crambidae.

## Taxonomia
- Tetrernia terminitis Meyrick, 1890
- Tetrernia tetrommata Hampson, 1906